# Eike von Hippel
Eike von Hippel (geb. am 28. Januar 1935; gest. am 28. Januar 2016) war ein deutscher Jurist und Wissenschaftler.

## Herkunft und Familie
Eike von Hippel war der  Sohn von Bertha und Fritz von Hippel. Er hatte drei Schwestern und einen Bruder. von Hippel studierte Rechtswissenschaften und promovierte 1962 über die Die Kontrolle der Vertragsfreiheit nach anglo-amerikanischem Recht. Er war Mitarbeiter des Max-Planck-Instituts für ausländisches und internationales Privatrecht in Hamburg und dort Referatsleiter für das Rechtsgebiet Vereinigte Staaten. von Hippel habilitierte sich an der Universität Hamburg und wurde dort zum Honorarprofessor ernannt. Als Wissenschaftler veröffentlichte er zu rechtsethischen Fragen und zum angelsächsischen Rechtskreis. Er starb im Januar 2016 an seinem 81. Geburtstag und wurde auf dem Nienstedtener Friedhof in Hamburg beigesetzt.

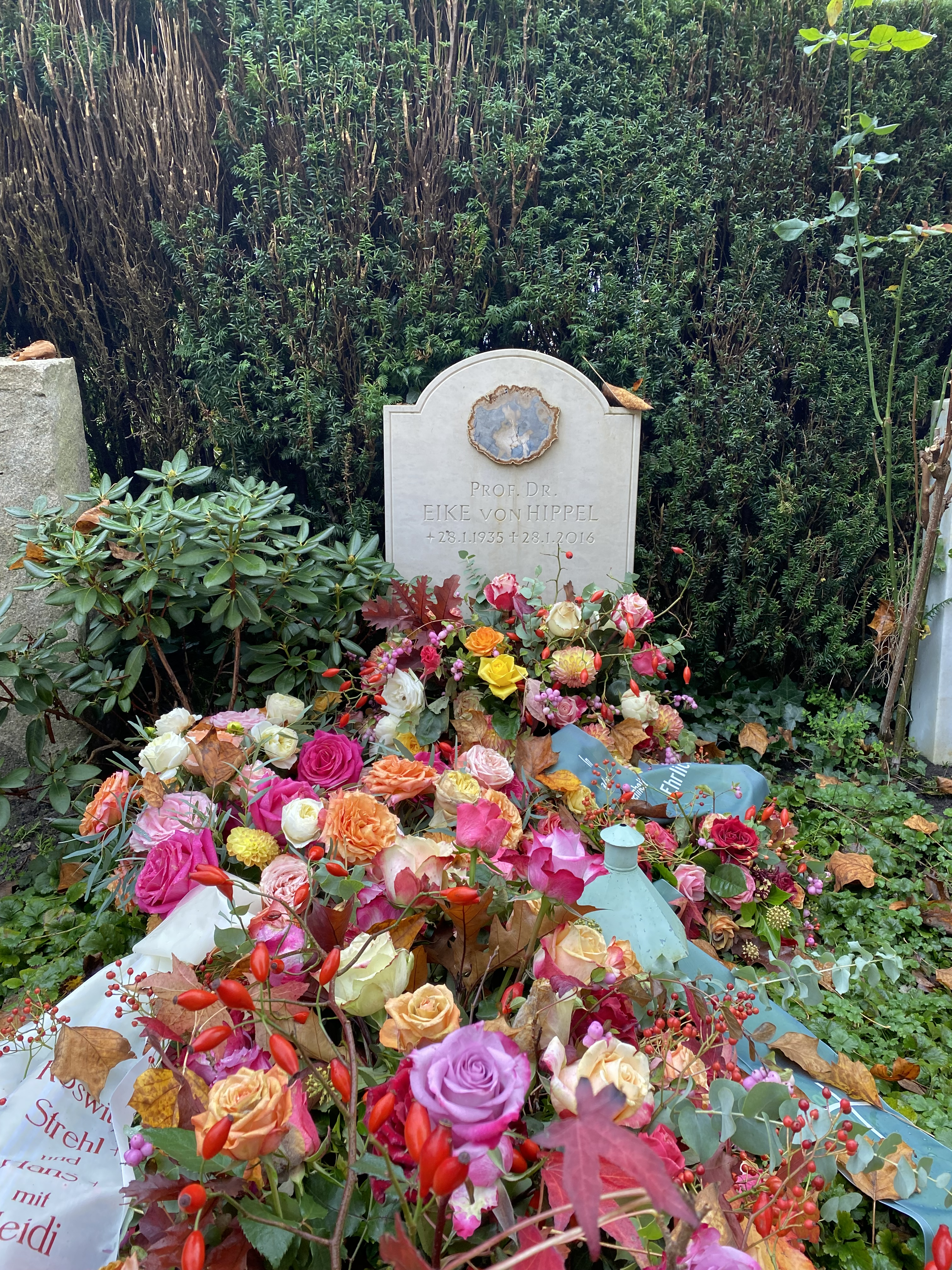
Grabstätte

## Veröffentlichungen
- Grenzen und Wesensgehalt der Grundrechte, Duncker und Humblot, Berlin, 1965
- Haftungsersetzung durch Versicherung, Metzner, 1979
- Grundfragen der Weltwirtschaftsordnung, Beck, München, 1980
- Der Schutz des Schwächeren, Mohr, Tübingen, 1982
- Verbraucherschutz, Toyo Kenzai, Tokyo, 1986
- Schutz des ungeborenen Kindes, Konrad Adenauer-Stiftung, 1991
- Rechtspolitik, Duncker und Humblot, Berlin, 1992
- Willkür oder Gerechtigkeit, Duncker und Humblot, Berlin, 1998
- Die Kontrolle der Vertragsfreiheit nach Anglo-amerikanischen Recht, Klostermann, Frankfurt/M., 2005
- Kampfplatz der Gerechtigkeit, Wissenschafts-Verlag, Berlin, 2009